# Караїти

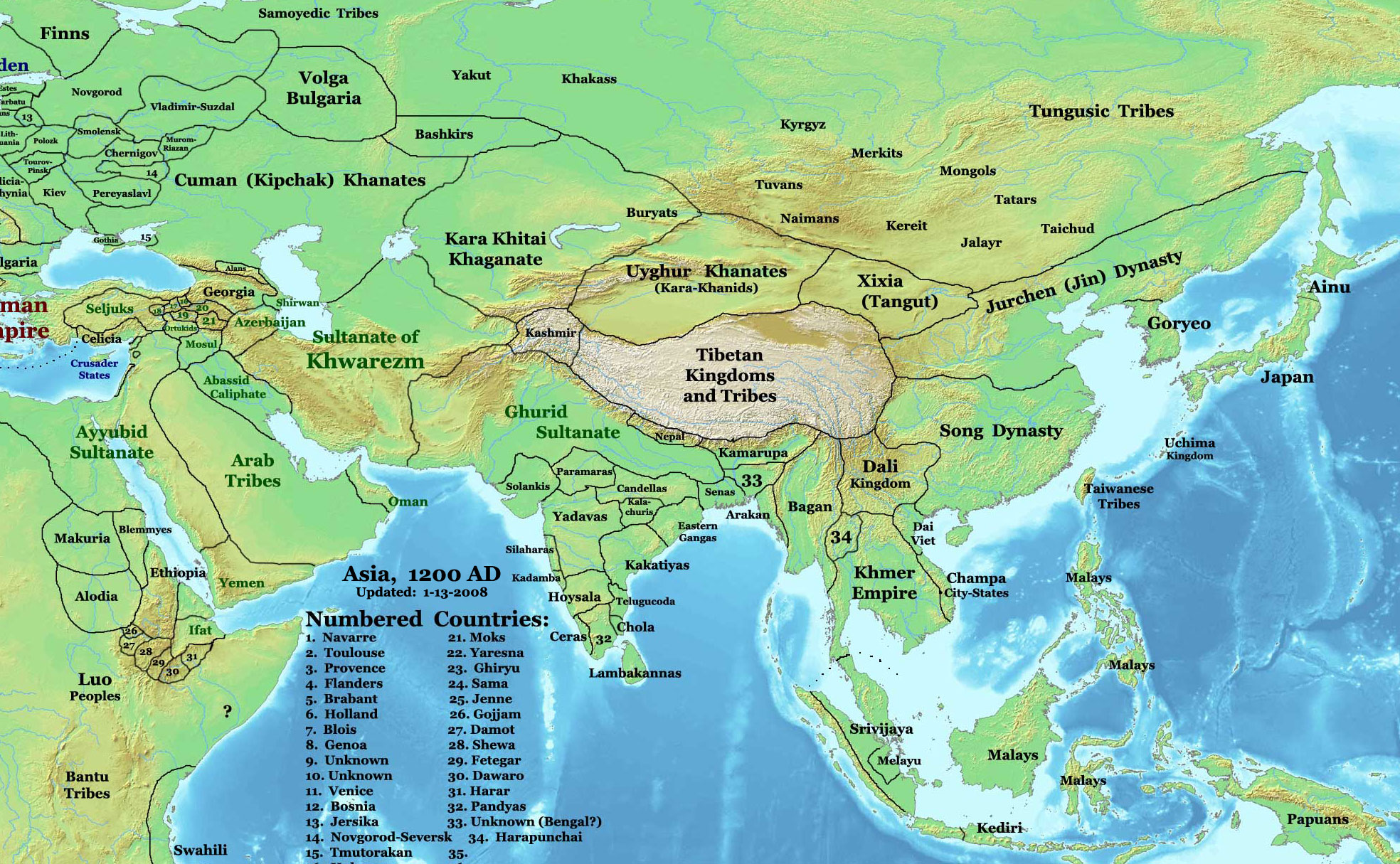
Азія та Східна Європа на 1200 рік. Показано розміщення племен кераїтів та сусідів.

Караїти/Кераїти (інші назви — кереїти, карай, керейти, кереї) — один з тюркських родоплемінних союзів, які мешкали за Байкалом та на території теперішньої Монголії між річками Орхон та Херлен на схід від найманів в X—XII сторіччях.
Кераїти, як й наймани та меркіти, були з 10 сторіччя християнами несторіанцями.

## Історія
Караїти спільно з іншими тюркськими родами киятами, найманами та меркітами, утворили спільну державу та обрали Темуджина на посаду Великого Хана та присвоїли йому титул — Чингісхан (у казахській вимові — Шингисхан, світлосяйний високий хан).
За відомостями, що передає Рашид-ад-Дін Фазлуллах роди кереїтів, як й роди киятів, найманів, меркитів, кониратів, карлаутів, джалаїрів (жалаїрів), кангли та десятки інших належать цілковито до тюркомовних і мешкають над річками Онон та Керуел.